# Indischewijk (Haarlem)
De Indischewijk is een woonwijk in de stad Haarlem.
De wijk is gelegen in Haarlem-Noord, met de oostzijde tegen het Spaarne aan. De wijk bestaat deels uit een dichte bebouwing van kleine woningen en weinig groen. Deze kwam rond 1910 tot stand.  De Sumatrastraat, in het oudste deel, gold vroeger als straat waar de opzichters en beambten woonden. Deze straat is breder en er is meer groen. De wijk ligt ten noorden van de Transvaalwijk.

## Buurt of Wijk
Van oudsher staat de wijk bekend als Indischebuurt. Door de herindeling van wijken en buurten, heeft gemeente Haarlem de wijk in 2016 aangeduid als Indischewijk.

## Buurten in Indischewijk
- Medanbuurt
- Nieuw-Guineabuurt
- Weltevredenbuurt
- Molukkenbuurt
- Soendabuurt